# Gmina Robertsfors
Gmina Robertsfors (szw. Robertsfors kommun) – gmina w Szwecji, w regionie Västerbotten, z siedzibą w Robertsfors.
Pod względem zaludnienia Robertsfors jest 253. gminą w Szwecji. Zamieszkuje ją 7106 osób, z czego 49,27% to kobiety (3501) i 50,73% to mężczyźni (3605). W gminie zameldowanych jest 126 cudzoziemców. Na każdy kilometr kwadratowy przypada 5,46 mieszkańca. Pod względem wielkości gmina zajmuje 73. miejsce.